# Pindoba (Apodi)

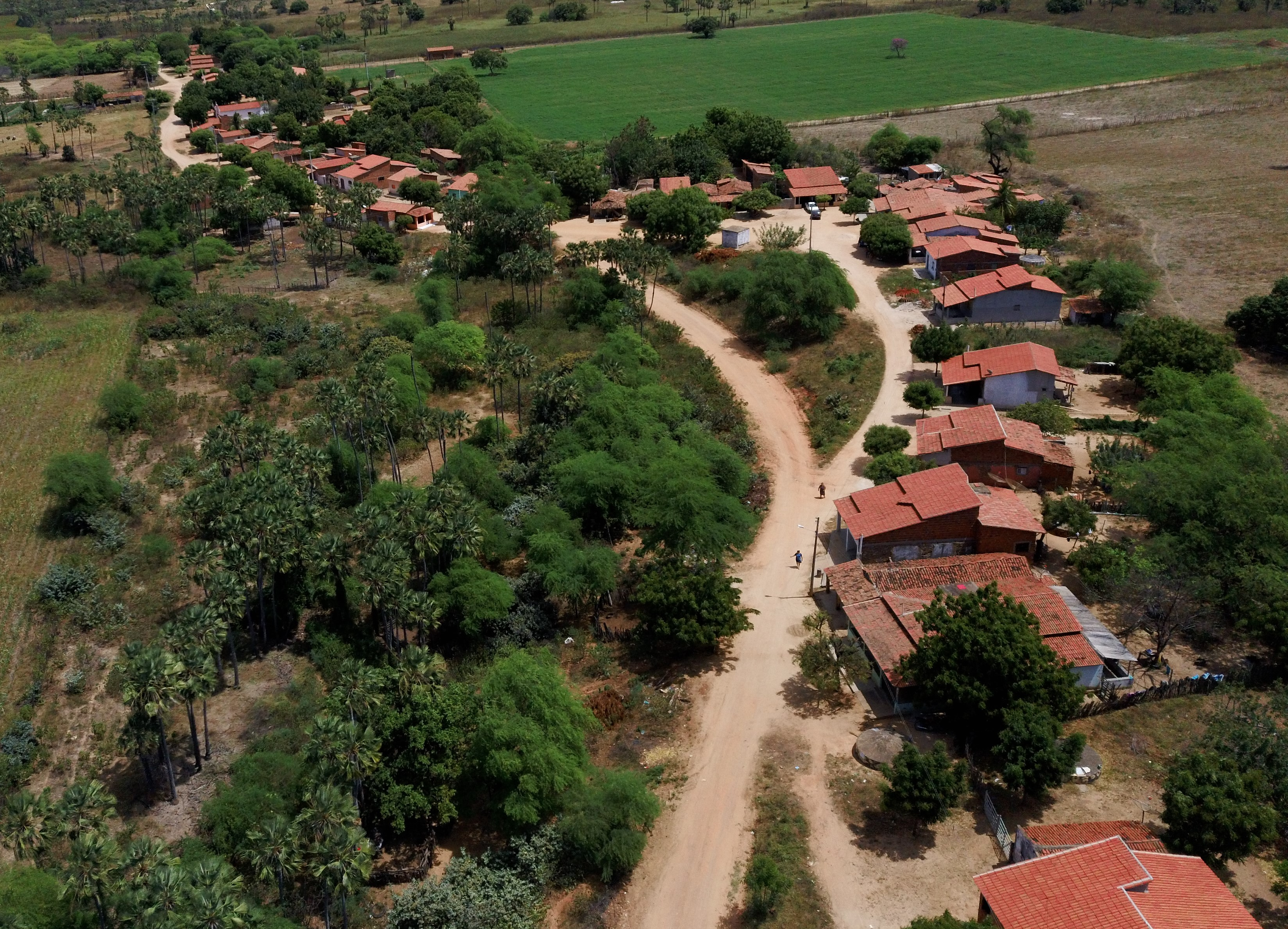
Comunidade de Pindoba

Pindoba é uma comunidade rural do município de Apodi, no Rio Grande do Norte. A comunidade sempre foi destaque em sites, jornais e TV pelo que produz no artesanato e por projeto apoiado nacionalmente. Em nível estadual, seu artesanato foi reconhecido pela Assembleia Legislativa como Patrimônio Cultural, Histórico e Imaterial do Estado do Rio Grande do Norte e em nível nacional, a comunidade teve um projeto de inclusão e cidadania apoiada pelo "Criança Esperança" da TV Globo.

## História
Há relatos e existência de registros históricos, os quais noticiam que esta comunidade surgiu por volta do ano de 1820. Atualmente, embora o êxodo rural, segundo o IBGE (censo 2010), a comunidade conta com uma população de aproximadamente 300 habitantes divididos entre Pindoba I e II.
A principal área econômica é o setor primário com produtos agrícolas, extrativismo e artesanato. Em seguida, vem o setor terciário em áreas de serviços e alimentos.

### Mulheres da Loiça

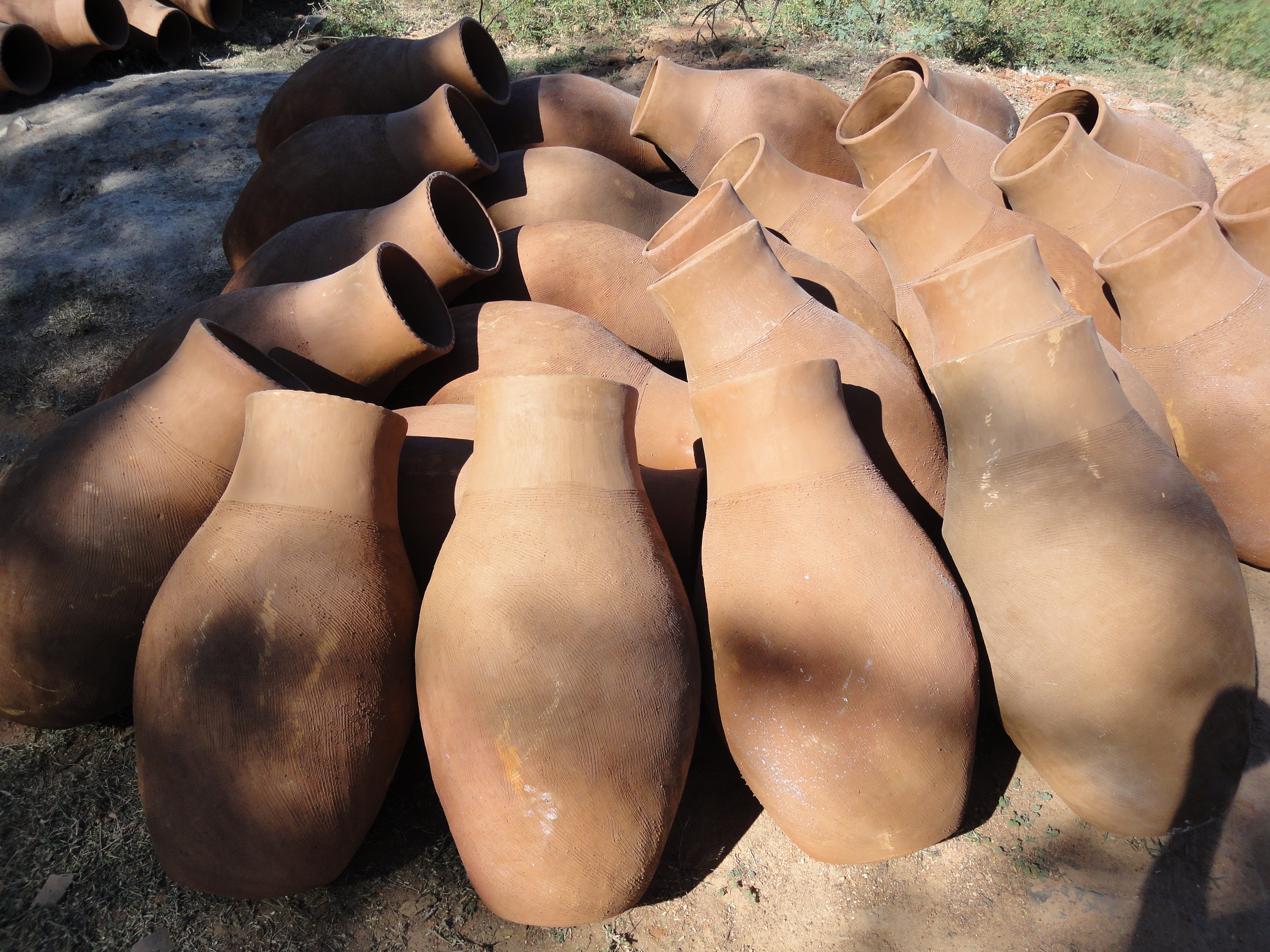
Potes de barro produzido pelas loiceiras da Pindoba.

A Assembleia Legislativa do Rio Grande do Norte (ALRN) reconheceu como Patrimônio Cultural, Histórico e Imaterial do Estado do Rio Grande do Norte o artesanato de barro produzido pelas "Mulheres da Loiça" na comunidade de Pindoba, zonal rural de Apodi/RN. Há mais de três gerações, a produção semestral de artesanato local é realizada exclusivamente por mulheres, entre os objetos feitos estão potes, tijelas, panelas de feijoada e dentre outras. Os trabalhos é realizado apenas na segunda metade do ano por causa das estações do ano, pois a louça é um produto dos meses secos. Atualmente, não mais que dez louceiras realizam a atividade. O aprendizado da louça é transmitido por suas mães e avós.

### Artesanato com palha de carnaúba
Na comunidade de Pindoba II, a fabricação artesanal de vassouras já foi uma grande fonte de renda para as artesãs que viviam da fabricação artesanal dos produtos oriundos da folha de carnaúba. A produção para a confecção das vassouras, primeiramente, é retirada o "olho" da carnaúba (folhas mais novas, ainda fechadas), o qual é posto para secar ao sol. O período de secagem tem uma duração média de oito dias consecutivos, a partir do qual é feito o corte de toda a palha seca para, em seguida, iniciar o processo de amarração e acabamento das vassouras. Atualmente, menos de 5 mulheres ainda executam todas as etapas do trabalho, desde a retirada do "olho" da palha no carnaubal até a fabricação das peças. A produção é comercializada através de encomendas para as cidades circunvizinhas.

### Projeto Abelhar

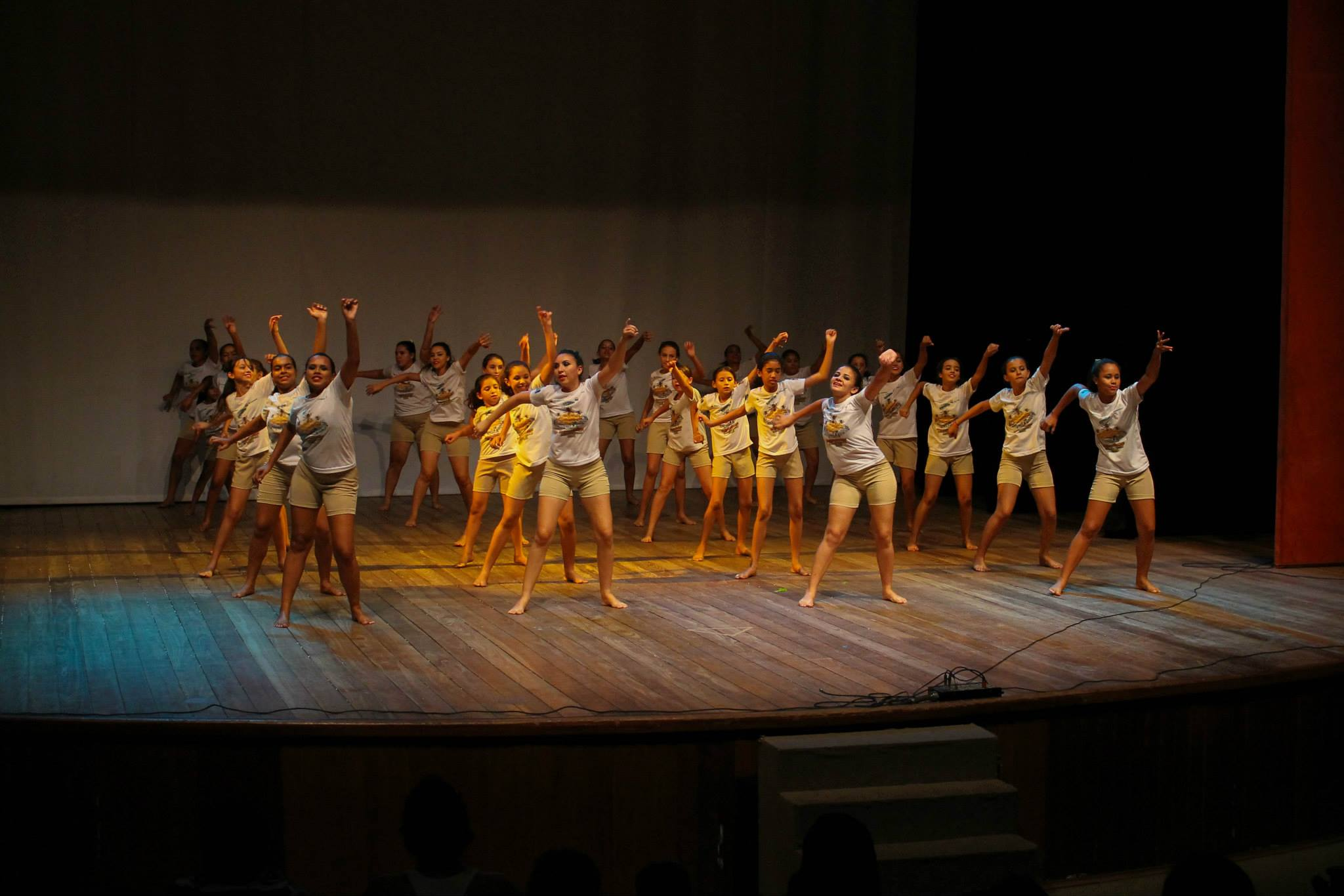
Projeto Abelhar em apresentação no Teatro Dix-Huit Rosado em Mossoró/RN

Em 2003, surgiu na comunidade, o Projeto Abelhar, sediando posteriormente na cidade de Felipe Guerra. O projeto atua como agente de mudança na vida dos participantes, desenvolvendo atividades esportivos, musicais, culturais, associativas e de lazer, criando oportunidades para que crianças, adolescentes e jovens entre 8 e 29 anos e suas famílias participe, mantendo-o longe de problemas sociais como drogas e prostituição. Em 2013, o projeto foi apoiado pelo Criança Esperança da TV Globo.

### Prado
Prado é sinônimo de festa, símbolo de diversão na comunidade, onde é realizado corridas de cavalos há mais de sete décadas. Hoje, o público de cada prado é estimado em centenas, incluindo moradores locais e pessoas de outras cidades e estados, notadamente Ceará e Paraíba. A corrida não segue um calendário fixo e é realizado a qualquer época do ano, basta surgir o interesse dos proprietários de cavalos e apostadores para se concretizar. Quem participa do prado é conhecido como “pradistas”. Tudo começou com as “corridas de burros” organizadas por “Valdemar dos Cavalos”, morador de Apodi, e Aécio Valentim, morador de Pindoba. Atualmente, o hipódromo está localizada em um terreno de propriedade do empresário Wilson Amorim.

### Pindoba Futebol Clube

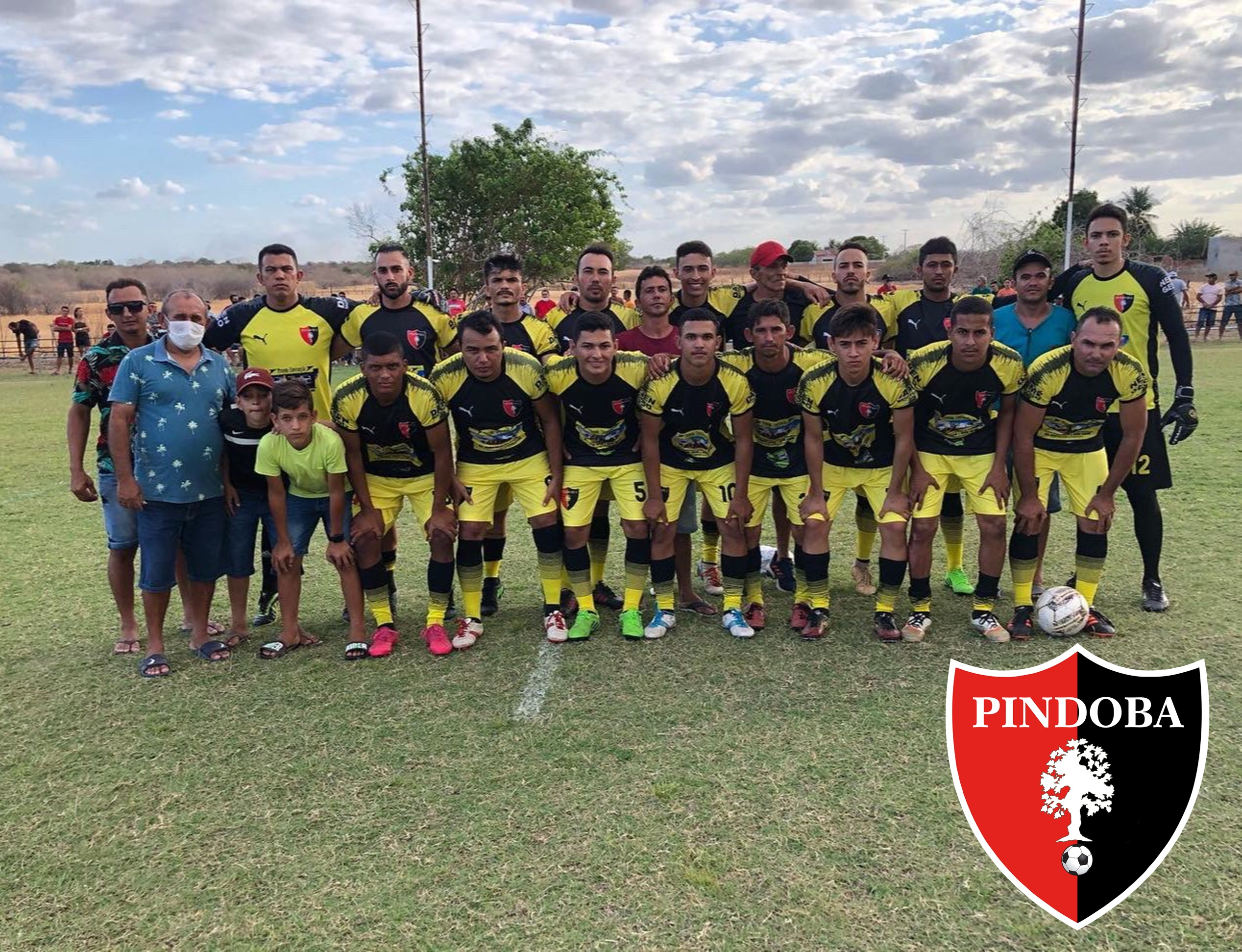
Elenco Campeão das Copas do Vale Apodiense

Pindoba Futebol Clube, mais conhecido como Pindoba FC é um clube de futebol amador da comunidade de Pindoba, município de Apodi. Foi fundado em 2010 pelo futebolista Ubirajara de Moura que é o atual técnico, sendo auxiliado por Wirler Valentim. O time é formado por jogadores da Pindoba, complementado por atletas de comunidades circunvizinhas. As cores do clube, presentes no escudo, são vermelho e preto. Seus títulos mais relevantes são Campeão da Copa Municipal de futebol de Apodi de 2011 e Copa do Vale Apodiense, sendo campeão por três vezes em 2019, 2020 e 2022. 

### Projeto de Doce

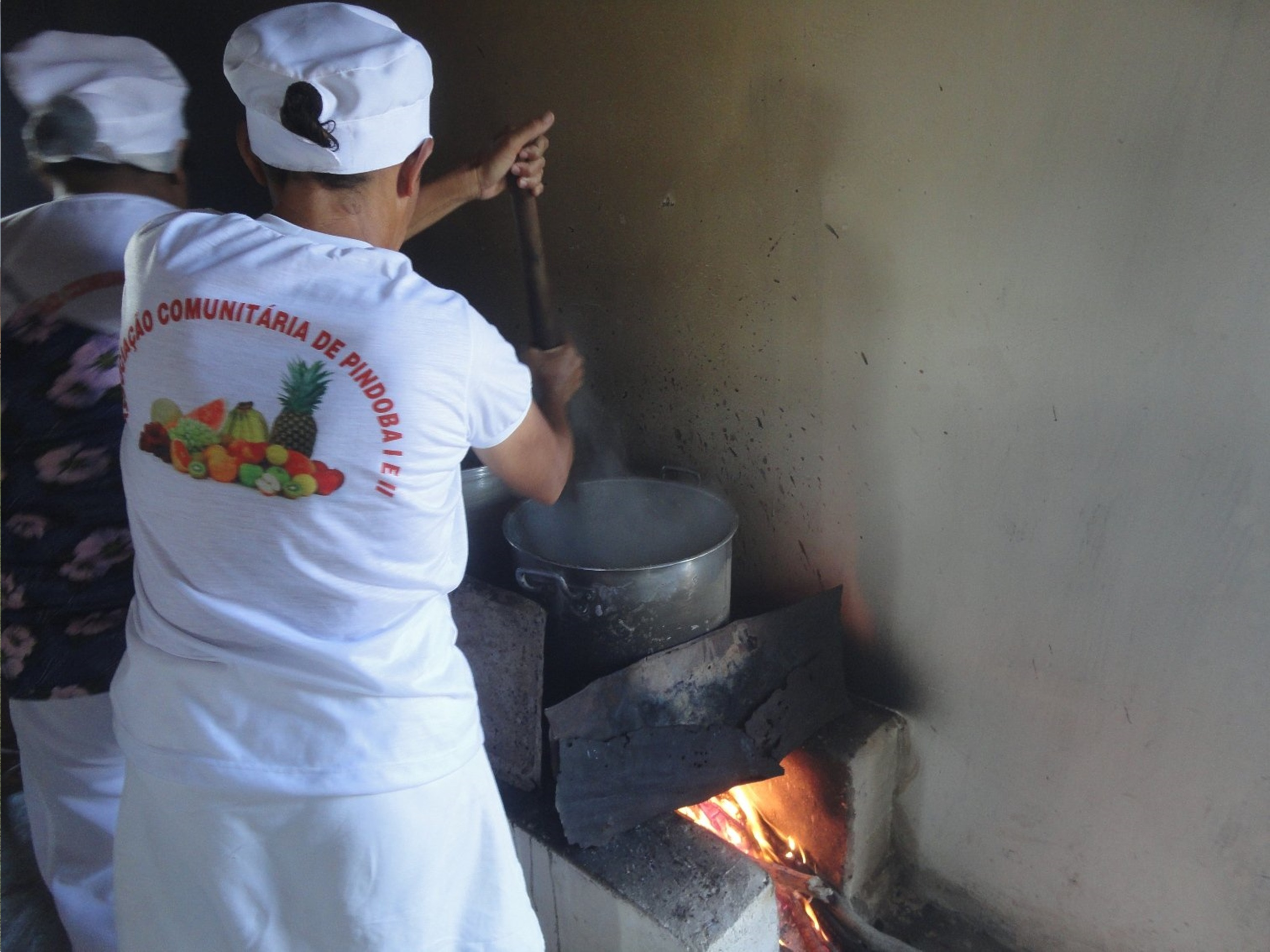
Projeto de doce da Pindoba (07/12/2012)

Em 26 de janeiro de 2012, foi fundado a 'Associação Comunitária de Pindoba I e II'. A fundação dessa associação teve um intuito de fortalecer a agricultura familiar através da produção de doces e fornecimento para instituições da região como associações, igrejas, escolas e dentre outras entidades registrada. Com pelo menos 38 agricultores associados ao programa, gerando diariamente 300 kg de doces em variados sabores como leite, mamão e banana que eram colocados em embalagens de 1 kg cada e distribuídos através do programa de Aquisição de Alimentos (PAA). Ao assegurar aos pequenos agricultores a aquisição de seus produtos, o governo lhes transmite segurança e com isto, eleva-se significativamente o padrão de vida dos agricultores e de suas famílias, promovendo o desenvolvimento sustentável nas áreas menos assistidas do meio rural. O projeto teve uma duração de pouco mais de um ano e foi encerrado em 2013.

### Religião

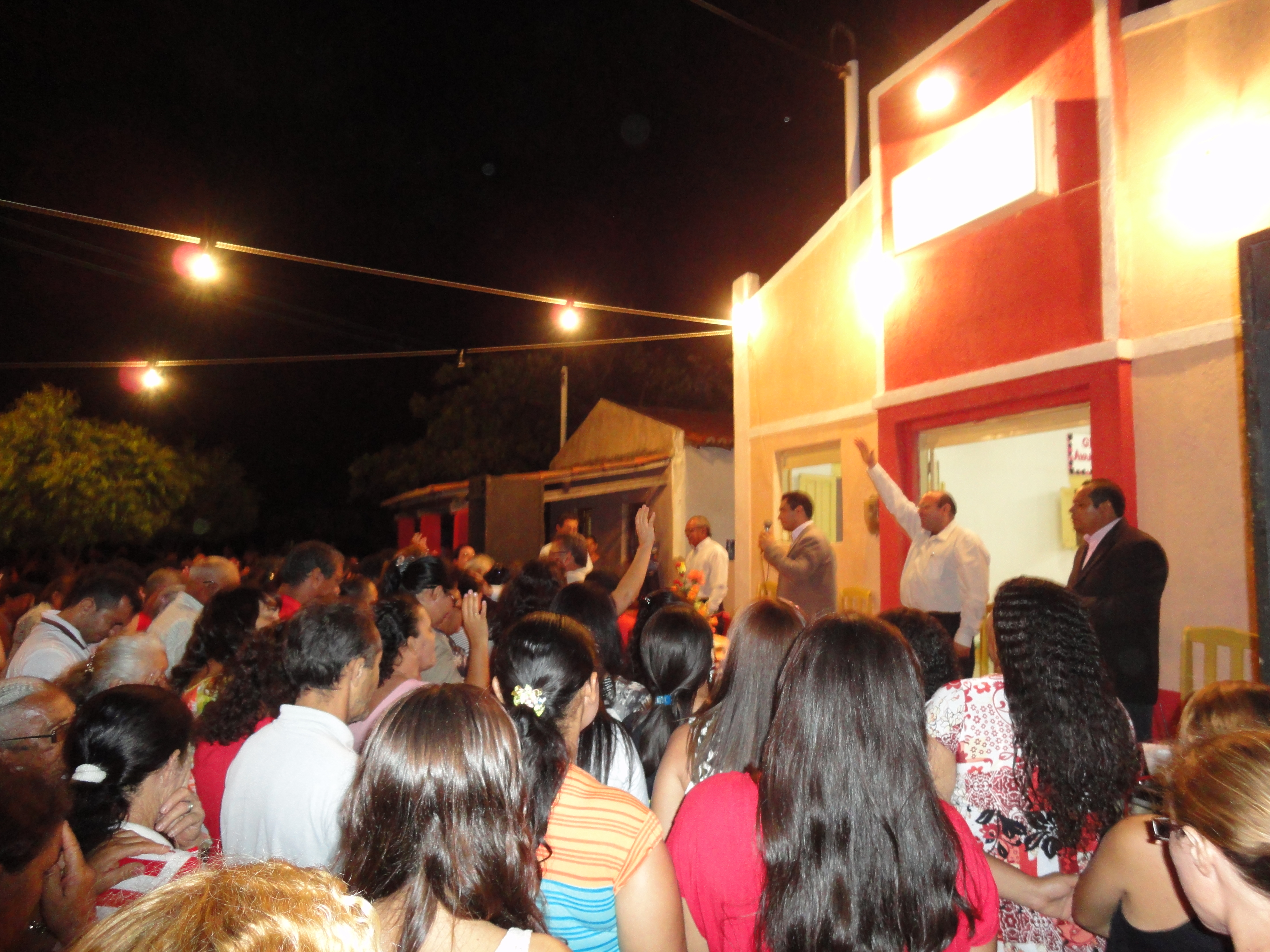
Culto festivo em alusão ao aniversário da congregação. (Foto: 2011)

A maioria das pessoas da comunidade de Pindoba segue predominantemente a religião evangélica. A Igreja de Cristo iniciou o trabalho evangelístico em 1997 e posteriormente construiu um templo que passou a ser denominada de 'Casa de Oração' e inaugurada em 2006. Todos os anos, a congregação da Igreja de Cristo de Pindoba realiza um culto festivo em alusão ao seu aniversário e reúne centenas de pessoas. A congregação é pastoreada pela Igreja de Cristo em Felipe Guerra. Atualmente, a Igreja de Cristo realiza a construção do segundo templo na comunidade de Pindoba II.

## Política
A comunidade de Pindoba fica na divisa dos municípios de Apodi e Felipe Guerra. Por causa da distância de 16 km da comunidade de Pindoba com a cidade de Apodi, grande parte de sua população tem uma forte ligação política e eleitoral com a cidade de Felipe Guerra que fica a 5 km. Com isso, as ações governamentais em prol dessa comunidade depende dos dois municípios.
Em 1965, dois filhos dessa comunidade foram eleitos vereadores pelo município de Felipe Guerra, sendo eles: Titico Canela e Aécio Valentim. Já em 1976, a então enfermeira e produtora cultural, Maria Benedita do Rosário, mais conhecida como "Dona Bibia" foi eleita vereadora, sendo ela a primeira mulher a ocupar uma cadeira no legislativo felipense. "Dona Bibia" tem suas origens na comunidade de Pindoba e em 1982, foi a primeira mulher a ser candidata a Vice-Prefeita em Felipe Guerra.

## Geografia
A Pindoba está localizada na região do Vale do Apodi e sendo considerada comunidade rural do município de Apodi.
O clima é semiárido, com temperaturas elevadas durante todo o ano e chuvas concentradas no primeiro semestre. Sua paisagem é caracterizada pela presença de carnaúbas e algarobas.

## Infraestrutura básica
O serviço de abastecimento de água da Pindoba é realizado pela Companhia de Águas e Esgotos do Rio Grande do Norte (CAERN), e a concessionária responsável pelo fornecimento de energia elétrica é a Companhia Energética do Rio Grande do Norte (COSERN), do Grupo Neoenergia, que atende a todos os municípios potiguares. A voltagem nominal da rede é de 220 volts.
O código de área (DDD) da Pindoba é 084 e o Código de Endereçamento Postal (CEP) são 59795-000 (Felipe Guerra) e 59700-000 (Apodi). Há cobertura da operadora de telefonia, a TIM.